# غزوات وفتوحات المغول
حدثت الغزوات والفتوحات المغولية خلال القرن الثالث عشر، مؤدية إلى إنشاء الإمبراطورية المغولية الضخمة التي غطت بحلول عام 1300 أجزاء واسعة من أوراسيا. يصف المؤرخون الدمار الذي أحدثه المنغوليون خلال توسعهم بأنه واحد من أكثر فصول التاريخ دموية. بالإضافة إلى ذلك، قد تكون الحملات المغولية نقلت الطاعون الدملي عبر الكثير من أجزاء آسيا وأوروبا، مما ساعد على إطلاق وباء الموت الأسود في القرن الرابع عشر.
توسعت الإمبراطورية المغولية خلال القرن الثالث عشر عن طريق سلسلة من الحملات العسكرية الناجحة عبر آسيا وصولًا إلى أوروبا الشرقية بحلول أربعينيات القرن الثالث عشر. على النقيض من «الإمبراطوريات البحرية» مثل بريطانيا، كانت الإمبراطورية المغولية قوة برية عظمى عززتها المقومات البرية للإمبراطورية مثل الخيول والماشية. حدثت معظم هجمات المغول وحملاتهم المدمرة في الفصول الدافئة حين كانت المراعي وافرة. سُبقت فترة نهوض الإمبراطورية المغولية بخمس عشرة سنة من الظروف الجوية الدافئة الرطبة بين عامي 1211 و1225 مما هيأ الشروط المناسبة لتربية الخيول، والتي ساعدت بشكل كبير على توسع الإمبراطورية.
عندما بدأت الإمبراطورية المغولية بالتفكك منذ عام 1260، استمرت الصراعات بين المغول والقوى الأوروبية الشرقية لقرون. استمر المغول بحكم الصين حتى القرن الرابع عشر تحت حكم سلالة يوان، بينما استمر الحكم المغولي في بلاد فارس حتى القرن الخامس عشر تحت حكم الإمبراطورية التيمورية. أما في اليونان، استمرت سلطنة مغول الهند وصولًا إلى القرن التاسع عشر.

## وسط آسيا
أسس جنكيز خان الإمبراطورية المغولية الأولى في وسط آسيا، بدءًا من توحيد القبائل المغولية. استسلمت مملكة كوتشو الأويغورية البوذية وانضمت إلى الإمبراطورية. تابع جنكيز خان بالتوسع محتلًا الدولة القراخطائية ودولة خوارزم.
أصبحت مساحات واسعة من مناطق وسط آسيا الإسلامية وشمال شرق إيران مهجورة، إذ تعرضت كل مدينة أو بلدة قاومت المغول للتدمير والإبادة. أُعطي كل جندي في الجيش حصة من الإعدامات تبعًا للظروف. على سبيل المثال وبعد احتلال غرغانج، طُلب من كل جندي في الجيش المغولي -الذي كان مكونًا من نحو 20 ألف جندي- إعدام 24 شخصًا.
استخدم المغول أسلوب «فرق تسد» في حربهم ضد شعوب الألان والكومان من خلال تحذير الكومان وأمرهم بإنهاء دعمهم للألان الذين هزمهم المغول. ضم المغول مقاتلي الألان إلى الجيش المغولي ضمن وحدة دعيت باسم حرس الألان الأيمن التي ضمت معهم الجنود المستلمين منذ وقت قريب. أسس الجنود المغول والصينيون الموجودون في منطقة مملكة كوتشو السابقة وفي بيش باليخ مستعمرة عسكرية صينية بقيادة القائد العسكري الصيني تشي كونغجي.
خلال الهجوم المغولي على المماليك في الشرق الأوسط، كان الجيش المملوكي بمعظمه مكونًا من شعب القفجاق التركي، وبالتالي ساعد الوارد المستمر من مقاتلي القفجاق الآتي من القبيلة الذهبية في تعزيز قدرات الجيوش المملوكية مما سمح لها بمواجهة المغول، أما شعوب الكومان الهاربة، فقد وجدت في المجر ملجأ لها.
لم يعتنق شعب القفجاق الرحل غير المنظمين وعديمو الدولة الإسلام إلا بعد الغزو المغولي، خلافًا للسلطة الكاراخانية المركزية المكونة من الياغما والقارلوق وترك الأوغوز الذين انضموا في وقت مبكر إلى الأديان العالمية المسيطرة.
أدى الغزو المغولي للقفجاق إلى مجتمع ممتزج سيطرت فيه الفئة الحاكمة المغولية على الشعب المتحدث بالقفجاقية أصبح معروفًا باسم التتار، والذين ضموا في النهاية كلًا من الأرمن والإيطاليين واليونانيين والقوط على شبه جزيرة القرم مشكلين ما يعرف حاليًا باسم شعب تتار القرم.

## حصيلة القتلى
نظرًا لقلة السجلات المعاصرة، تختلف تقديرات العنف المرتبط بالغزوات المغولية إلى حد بعيد. من دون احتساب وباء الطاعون في أوروبا أو غرب آسيا أو الصين، يُعتقد أن 20 إلى 57 مليون شخصًا قُتلوا بين عامي 1206 و1405 خلال الحملات المتعددة لجنكيز خان وقوبلاي خان وتيمور. تضمنت الكوارث المغولية المعارك وحصار المدن والأشكال البدائية من الحرب البيولوجية، بالإضافة إلى المجازر بحق المدنيين.